# Rue du Milieu
La rue du Milieu est une courte rue étroite du 3e arrondissement de Lyon, en France. D'orientation nord-sud, elle relie les rues Saint-Antoine et Saint-Sidoine.

En 2015, une zone de rencontre a été aménagée dans la rue ; il s'agit du premier aménagement de ce type dans le 3e arrondissement.

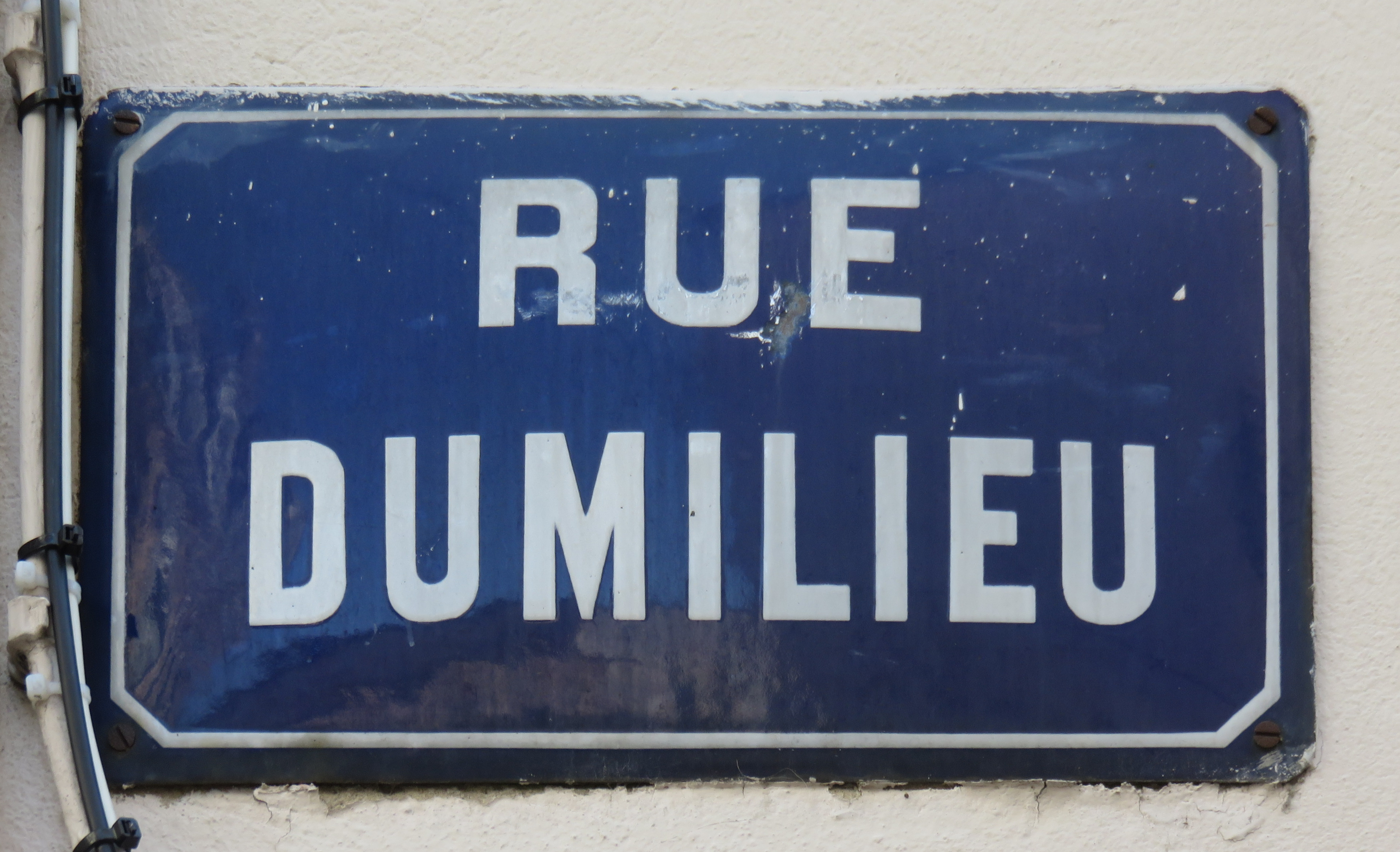
Plaque de rue.
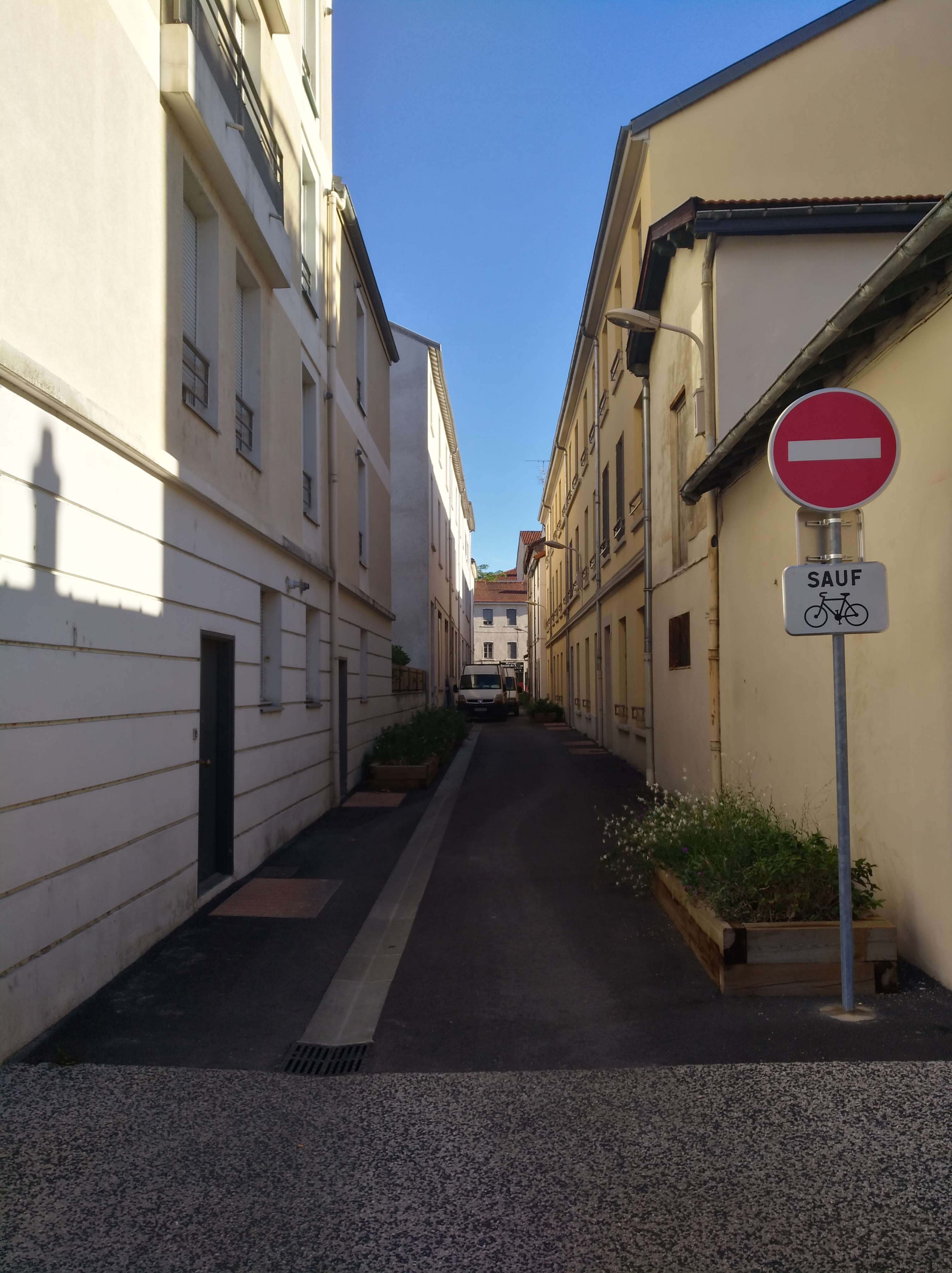
Depuis son extrémité sud.